# Thymaris taiwanensis
Thymaris taiwanensis là một loài tò vò trong họ Ichneumonidae.